# ADBICA
ADBICA，化学名N-(1-氨甲酰基-2,2-二甲基丙基)-1-戊基吲哚-3-甲酰胺（英語：N-(1-amino-3,3-dimethyl-1-oxo-2-butanyl)-1-pentyl-1H-indole-3-carboxamide，也称为 ADB-PICA）是一种含氮有机化合物，化学式C
20H
29N
3O
2，属于3-吲哚甲酰胺衍生物，可作为合成大麻素，2013年在日本发现，2015年列入《非药用类麻醉药品和精神药品名录》。